# Thyridium (svampar)
Thyridium är ett släkte av svampar som beskrevs av Theodor Rudolph Joseph Nitschke. Thyridium ingår i familjen Thyridiaceae, klassen Sordariomycetes, divisionen sporsäcksvampar och riket svampar.
Släktet innehåller bara arten Thyridium vestitum. Thyridium är enda släktet i familjen Thyridiaceae.